# Punctoceratina
Punctoceratina is een geslacht van uitgestorven kreeftachtigen uit de klasse van de Ostracoda (mosselkreeftjes).

## Soorten
- Punctoceratina cornuta (Robinson, 1978) Schornikov, 1990 †
- Punctoceratina kockeli (Bless & Massa, 1982) Schornikov, 1990 †